# アステリックス・パーク
アステリックス・パークは、古代ローマ時代のガリアを舞台にしたフランスで最も人気のあるコミック「アステリックス」をテーマにしたテーマパーク。パリの郊外にある。1989年にオープン。総面積は33ヘクタール。
古代ローマや古代ギリシャなどをモデルにしたアトラクションがあり、日本でいう時代劇村のように架空の歴史マンガをモデルにしたテーマパークとして、2013年現在、フランスではトップ3の人気があり、ディズニーランド・パリにも並ぶ入場数がある。